# Souleymane Naparé
Souleymane Naparé, född 31 mars 2003, är en burkinsk simmare.

## Karriär
Naparé skulle tävlat i 50 meter frisim och 50 meter ryggsim vid kortbane-VM 2021 i Abu Dhabi, men startade inte i någon av grenarna. Han skulle även tävlat i 50 meter frisim och 50 meter fjärilsim vid VM 2022 i Budapest, men startade inte i någon av grenarna. Vid VM 2023 i Fukuoka slutade Naparé på 100:e plats på 50 meter frisim och på 77:e plats på 50 meter fjärilsim. Vid VM 2024 i Doha slutade han på 93:e plats på 50 meter frisim och på 55:e plats på 50 meter fjärilsim.
Naparé tävlade för Burkina Faso vid olympiska sommarspelen 2024 i Paris, där han blev utslagen i försöksheatet på 50 meter frisim och slutade på totalt 59:e plats.